# ليزا نواك
ليزا نواك (بالإنجليزية: Lisa Nowak)‏ (و. 1963 – م) هي naval flight officer، ورائدة فضاء، ومهندسة، وطيارة اختبار من الولايات المتحدة الأمريكية . ولدت في واشنطن العاصمة .

## ريادة الفضاء
شاركت في المهمات الفضائية:
- STS-121.

## الخدمة العسكرية
خدمت في بحرية الولايات المتحدة.